# Vargholmen, Nyland
Vargholmen är en ö i Finland. Den ligger i Finska viken och i kommunen Lovisa i den ekonomiska regionen  Lovisa i landskapet Nyland, i den södra delen av landet. Ön ligger omkring 78 kilometer öster om Helsingfors.
Öns area är 1,5 hektar och dess största längd är 220 meter i öst-västlig riktning.